# Бокс на літніх Олімпійських іграх 1992
Змагання з боксу на літніх Олімпійських іграх 1992 проходили з 26 липня по 9 серпня. Було розіграно 12 комплектів нагород. Боксери збірної Куби, яка з політичних мотивів бойкотувала попередні Олімпійські ігри 1988, завоювали 7 золотих і 2 срібних медалі, підтвердивши своє домінування в світовому аматорському боксі.
Найбільші зміни в олімпійському боксі 1992 у порівнянні з попередніми олімпійськими турнірами відбулися в системі підрахунку очок. Якщо раніше судді виставляли суб'єктивні оцінки для визначення переможця в разі проходження бою увесь відведений час, то тепер кожному з 5 суддів був встановлений пульт для підрахунку очок, який був фактично лічильником ударів. Кожного разу, коли боксер проводив ефективний удар, суддя мав зарахувати цей удар. Лічильник відображав зарахований удар лише в тому випадку, якщо хоча б троє з п'яти суддів нажимали кнопки з інтервалом 1 секунда. Загальний рахунок був просто підрахунком зарахованих ударів.

## Медалі

### Загальний залік
| Місце | Країна            | Золото | Срібло | Бронза | Загалом |
| ----- | ----------------- | ------ | ------ | ------ | ------- |
| 1     | Куба              | 7      | 2      | 0      | 9       |
| 2     | Німеччина         | 2      | 1      | 1      | 4       |
| 3     | США               | 1      | 1      | 1      | 3       |
| 4     | Ірландія          | 1      | 1      | 0      | 2       |
| 5     | КНДР              | 1      | 0      | 1      | 2       |
| 6     | Нігерія           | 0      | 2      | 0      | 2       |
| 7     | Болівія           | 0      | 1      | 1      | 2       |
| 7     | Канада            | 0      | 1      | 1      | 2       |
| 7     | Об'єднана команда | 0      | 1      | 1      | 2       |
| 7     | Нідерланди        | 0      | 1      | 1      | 2       |
| 11    | Іспанія           | 0      | 1      | 0      | 1       |
| 12    | Угорщина          | 0      | 0      | 3      | 3       |
| 13    | Південна Корея    | 0      | 0      | 2      | 2       |
| 14    | Велика Британія   | 0      | 0      | 1      | 1       |
| 14    | Румунія           | 0      | 0      | 1      | 1       |
| 14    | Алжир             | 0      | 0      | 1      | 1       |
| 14    | Філіппіни         | 0      | 0      | 1      | 1       |
| 14    | Данія             | 0      | 0      | 1      | 1       |
| 14    | Нова Зеландія     | 0      | 0      | 1      | 1       |
| 14    | Марокко           | 0      | 0      | 1      | 1       |
| 14    | Нова Зеландія     | 0      | 0      | 1      | 1       |
| 14    | Польща            | 0      | 0      | 1      | 1       |
| 14    | Пуерто-Рико       | 0      | 0      | 1      | 1       |
| 14    | Тайланд           | 0      | 0      | 1      | 1       |
| 14    | Фінляндія         | 0      | 0      | 1      | 1       |

### Медалісти
| Event                  | Золото                               | Срібло                                        | Бронза                                  |
| ---------------------- | ------------------------------------ | --------------------------------------------- | --------------------------------------- |
| До 48 кг докладніше    | Рохеліо Марсело · Куба (CUB)         | Данієль Петров · Болгарія (BUL)               | Ян Кваст · Німеччина (GER)              |
| До 48 кг докладніше    | Рохеліо Марсело · Куба (CUB)         | Данієль Петров · Болгарія (BUL)               | Роель Веласко · Філіппіни (PHI)         |
| До 51 кг докладніше    | Чхве Чхоль Су · Північна Корея (PRK) | Рауль Гонсалес · Куба (CUB)                   | Іштван Ковач · Угорщина (HUN)           |
| До 51 кг докладніше    | Чхве Чхоль Су · Північна Корея (PRK) | Рауль Гонсалес · Куба (CUB)                   | Тім Остін · США (USA)                   |
| До 54 кг докладніше    | Хоель Касамайор · Куба (CUB)         | Вейн Маккалоу · Ірландія (IRL)                | Рі Кван Сік · Північна Корея (PRK)      |
| До 54 кг докладніше    | Хоель Касамайор · Куба (CUB)         | Вейн Маккалоу · Ірландія (IRL)                | Мухаммед Ашик · Марокко (MAR)           |
| До 57 кг докладніше    | Андреас Тевс · Німеччина (GER)       | Фаустіно Реєс · Іспанія (ESP)                 | Хосін Солтані · Алжир (ALG)             |
| До 57 кг докладніше    | Андреас Тевс · Німеччина (GER)       | Фаустіно Реєс · Іспанія (ESP)                 | Рамаз Паліані · Об'єднана команда (EUN) |
| До 60 кг докладніше    | Оскар Де Ла Хойя · США (USA)         | Марко Рудольф · Німеччина (GER)               | Намжілин Баярсайхан · Монголія (MGL)    |
| До 60 кг докладніше    | Оскар Де Ла Хойя · США (USA)         | Марко Рудольф · Німеччина (GER)               | Хон Сон Сик · Південна Корея (KOR)      |
| До 63,5 кг докладніше  | Ектор Вінент · Куба (CUB)            | Марк Ледюк · Канада (CAN)                     | Їрі К'ялл · Фінляндія (FIN)             |
| До 63,5 кг докладніше  | Ектор Вінент · Куба (CUB)            | Марк Ледюк · Канада (CAN)                     | Леонард Дорофтей · Румунія (ROU)        |
| До 67 кг докладніше    | Майкл Каррут · Ірландія (IRL)        | Хуан Ернандес Сьєрра · Куба (CUB)             | Анібал Асеведо · Пуерто-Рико (PUR)      |
| До 67 кг докладніше    | Майкл Каррут · Ірландія (IRL)        | Хуан Ернандес Сьєрра · Куба (CUB)             | Архом Ченглай · Таїланд (THA)           |
| До 71 кг докладніше    | Хуан Карлос Лемус · Куба (CUB)       | Орхан Делібаш · Нідерланди (NED)              | Дьйордь Міжеї · Угорщина (HUN)          |
| До 71 кг докладніше    | Хуан Карлос Лемус · Куба (CUB)       | Орхан Делібаш · Нідерланди (NED)              | Робін Рейд · Велика Британія (GBR)      |
| До 75 кг докладніше    | Аріель Ернандес · Куба (CUB)         | Кріс Берд · США (USA)                         | Кріс Джонсон · Канада (CAN)             |
| До 75 кг докладніше    | Аріель Ернандес · Куба (CUB)         | Кріс Берд · США (USA)                         | Лі Син Бе · Південна Корея (KOR)        |
| До 81 кг докладніше    | Торстен Май · Німеччина (GER)        | Ростислав Зауличний · Об'єднана команда (EUN) | Войцех Бартнік · Польща (POL)           |
| До 81 кг докладніше    | Торстен Май · Німеччина (GER)        | Ростислав Зауличний · Об'єднана команда (EUN) | Золтан Береш · Угорщина (HUN)           |
| До 91 кг докладніше    | Фелікс Савон · Куба (CUB)            | Девід Ізонритеї · Нігерія (NGR)               | Арнольд Вандерліде · Нідерланди (NED)   |
| До 91 кг докладніше    | Фелікс Савон · Куба (CUB)            | Девід Ізонритеї · Нігерія (NGR)               | Девід Туа · Нова Зеландія (NZL)         |
| Понад 91 кг докладніше | Роберто Баладо · Куба (CUB)          | Річард Ігбайнегу · Нігерія (NGR)              | Браян Нільсен · Данія (DEN)             |
| Понад 91 кг докладніше | Роберто Баладо · Куба (CUB)          | Річард Ігбайнегу · Нігерія (NGR)              | Свілен Русінов · Болгарія (BUL)         |